# Macropoliana asirensis
Macropoliana asirensis là một loài bướm đêm thuộc họ Sphingidae. Loài này có ở Ả Rập Xê Út và Yemen.